# Narcissia gracilis
Narcissia gracilis är en sjöstjärneart som beskrevs av A.H. Clark 1916. Narcissia gracilis ingår i släktet Narcissia och familjen Ophidiasteridae.

## Underarter
Arten delas in i följande underarter:
- N. g. malpeloensis
- N. g. gracilis